# México en los Juegos Paralímpicos de Vancouver 2010
México estuvo representado en los Juegos Paralímpicos de Vancouver 2010 por dos deportistas masculinos. El equipo paralímpico mexicano no obtuvo ninguna medalla en estos Juegos.